# Udea olivalis
Udea olivalis је врста ноћног лептира из породице Crambidae.

## Опис и караткеристике
Распон крила је 24 - 28 мм. Предња крила су сивкасто жута или браонкаста, у средини постоји бела мрља. Задња крила бела до светлосива са две тамносиве тачке. Ларва је светло зелена, дорзална линија тамно зелена са две црне пеге.

## Распрострањење
Насељава Европу и западну Азију. У Србији је ретко бележена, постоје подаци са Власинске висоравни, Таре и Сопотнице. Преферира шумска станишта на већим надморским висинама.

## Биологија и екологија
Гусенице се хране различитим врстама биљака: бршљан, коприва, гавез - Symphytum officinale и др. Имаго је активан од маја до августа у зависности од географског подневља. Овај лептир често долази на вештачке изворе светлости.

## Синоними
- Pyralis olivalis Denis & Schiffermüller, 1775
- Udea caucasica Staudinger, 1897
- Udea transbaicalis Staudinger, 1897